# Josef Heindl
Josef Heindl (10 de março de 1904 - 10 de setembro de 1943) foi um oficial alemão que serviu no Deutsches Heer durante a Segunda Guerra Mundial. Foi condecorado com a Cruz de Cavaleiro da Cruz de Ferro com Folhas de Carvalho.

## Condecorações
| Cruz de Ferro (1939) 2ª Classe                                   | 9 de outubro de 1939                  |
| Cruz de Ferro (1939) 1ª Classe                                   | 3 de junho de 1940                    |
| Distintivo da infantaria de assalto                              |                                       |
| Medalha da Frente Oriental                                       |                                       |
| Cruz Germânica em Ouro                                           | 26 de dezembro de 1941                |
| Cruz de Cavaleiro da Cruz de Ferro                               | 9 de fevereiro de 1943                |
| Cruz de Cavaleiro da Cruz de Ferro com Folhas de Carvalho nº 328 | 18 de novembro de 1943 (postumamente) |